# Mariza Wladimirowna

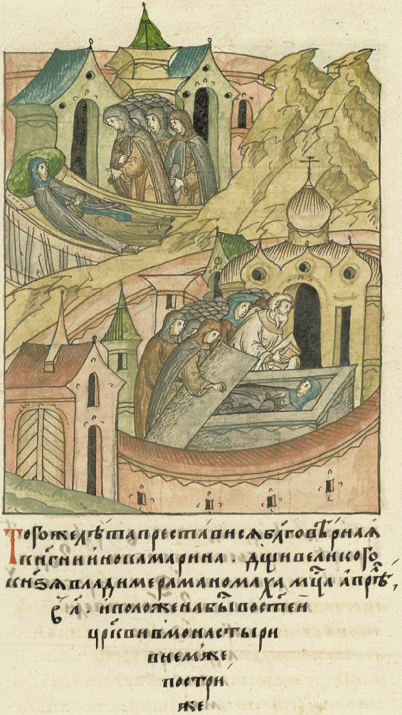
Darstellung von Marizas Tod in der Illustrierten Chronik Iwans IV.

Mariza Wladimirowna (russisch Марица Владимировна; † 20. Januar 1147) war eine Fürstin der Kiewer Rus.
Sie war eine Tochter von Wladimir Monomach und war mit Pseudo-Leon Diogenes verheiratet. Das Datum der Heirat, das zwischen den 1090er und 1110er Jahren liegt, ist in der Wissenschaft umstritten. In seinem Kampf gegen die Komnenen stützte sich Leon auf die Unterstützung Wladimir Monomachs, der seine eigenen politischen Interessen an der unteren Donau verfolgte und eine Zeit lang einige byzantinische Städte besaß.
1116 starb Leon und Mariza kehrte nach Kiew zurück, wo sie ihr eigenes Kloster gründete und das Schima übernahm. Mariza und Leon hatten einen Sohn, der Wasilko Leonowitsch oder Wasilko Maritschinitsch genannt wurde. Die Möglichkeit, einen Adeligen mit seinem Matronym zu bezeichnen, erhöht sich, wenn seine Mutter als Witwe eine unabhängige politische Persönlichkeit wurde.